# She's Not Me
"She's Not Me" é uma canção em duas partes da cantora sueca Zara Larsson, contida em seu segundo EP, Allow Me to Reintroduce Myself (2013). Foi lançada digitalmente em 26 de junho de 2013 pela TEN Music Group e Universal. A música também apareceu em seu álbum de estreia 1 (2014) e em seu terceiro EP Uncover (2015). A primeira parte da música chegou ao número 21 na Suécia e foi certificada como Ouro pela GLF.

## Videoclipe
Os vídeos musicais das partes um e dois foram lançados em 27 de março de 2013 e 17 de junho de 2013, respetivamente.

## Faixas e formatos
Download digital
1. "She's Not Me" (Pt. 1) — 2:52
2. "She's Not Me" (Pt. 2) — 2:48

## Desempenho comercial
| Tabela musical (2013)      | Melhor posição |
| -------------------------- | -------------- |
| Suécia (Sverigetopplistan) | 51             |

| País                                                                                          | Certificação | Certificações e vendas |
| --------------------------------------------------------------------------------------------- | ------------ | ---------------------- |
| Suécia (GFL)                                                                                  | Ouro         | 60,000^                |
| ^apenas com base na certificação ‡vendas+números de streaming com base apenas na certificação |              |                        |

## Histórico de lançamentos
| Região | Encontro            | Formato                    | Rótulo        | Ref.              |
| ------ | ------------------- | -------------------------- | ------------- | ----------------- |
| Suécia | 26 de junho de 2013 | Download digital streaming | TEN Universal | [ 1 ] [ 2 ] [ 8 ] |